# خوسيه ألبرتو فاليجو
خوسيه ألبرتو فاليجو (بالإسبانية: José Alberto Vallejo) هو منافس ألعاب قوى أرجنتيني، ولد في 1942.

## وصلات خارجية
- خوسيه ألبرتو فاليجو على موقع أوليمبيديا (الإنجليزية)